# Morti nel 1965/Luglio
| Questa pagina contiene informazioni ricavate automaticamente dalle voci biografiche con l'ausilio del template Bio e di un bot. L'aggiornamento è periodico e automatico e ricostruisce completamente la pagina. Se manca una persona in questa lista, sei pregato di non aggiungerla, ma accertati piuttosto che la sua voce biografica contenga il template Bio e che i dati anagrafici siano correttamente compilati. Se il template Bio manca, inseriscilo tu stesso o, in alternativa, metti l'avviso {{tmp\|Bio}} che ne segnala la mancanza. Se i dati riportati sono sbagliati, correggi direttamente la voce biografica; le modifiche saranno visibili in questa lista entro pochi giorni. Per chiarimenti vedi il progetto biografie. La lista contiene solo le 72 persone che sono citate nell'enciclopedia e per le quali è stato implementato correttamente il template Bio. Pagina aggiornata al 3 mar 2024. |

- 1º luglio - Pietro Bianchi, ginnasta italiano (n. 1883)
- 1º luglio - Enzo Bifoli, architetto, pittore e scultore italiano (n. 1882)
- 1º luglio - Herb Drury, hockeista su ghiaccio canadese (n. 1896)
- 1º luglio - Enrico Gonzales, politico, avvocato e antifascista italiano (n. 1882)
- 1º luglio - Claude Thornhill, pianista, arrangiatore e direttore d'orchestra statunitense (n. 1909)
- 2 luglio - Maurice Lombard, storico francese (n. 1904)
- 3 luglio - Anton Jasusch, pittore slovacco (n. 1882)
- 3 luglio - Clarence Loomis, compositore, pianista e insegnante statunitense (n. 1889)
- 3 luglio - Serafino Orlini, politico e avvocato italiano (n. 1892)
- 3 luglio - Attilio Rapisarda, attore teatrale e attore italiano (n. 1882)
- 5 luglio - Loreto Grande, botanico e naturalista italiano (n. 1878)
- 5 luglio - Ludwig Hussak, calciatore austriaco (n. 1883)
- 5 luglio - Leopoldo Bernardo di Lippe, principe tedesco (n. 1904)
- 5 luglio - Ray Morstadt, cestista statunitense (n. 1913)
- 5 luglio - Porfirio Rubirosa, diplomatico, pilota automobilistico e giocatore di polo dominicano (n. 1909)
- 7 luglio - Renzo Azaghi, calciatore italiano (n. 1896)
- 7 luglio - Moshe Sharett, politico ucraino (n. 1894)
- 7 luglio - Ubaldo Toffanetti, tenore italiano (n. 1896)
- 8 luglio - Ichirō Kōno, politico giapponese (n. 1898)
- 8 luglio - Thomas Sigismund Stribling, scrittore statunitense (n. 1881)
- 9 luglio - Raffaele Corso, etnografo e antropologo italiano (n. 1885)
- 9 luglio - Louis Harold Gray, fisico britannico (n. 1905)
- 10 luglio - Jacques Audiberti, scrittore, drammaturgo e poeta francese (n. 1899)
- 10 luglio - Neely Edwards, attore statunitense (n. 1883)
- 10 luglio - Giuseppe Villaroel, poeta, giornalista e scrittore italiano (n. 1889)
- 10 luglio - Leslie Wormald, canottiere britannico (n. 1890)
- 11 luglio - Ray Collins, attore statunitense (n. 1889)
- 11 luglio - Harald Johansen, calciatore norvegese (n. 1887)
- 12 luglio - Arrigo Frusta, giornalista, sceneggiatore e regista cinematografico italiano (n. 1875)
- 12 luglio - Gian Maria Lepscky, pittore italiano (n. 1897)
- 12 luglio - Irene Parlby, attivista e politica canadese (n. 1868)
- 12 luglio - Giuseppe Tallarico, medico e politico italiano (n. 1880)
- 13 luglio - Enrico Crespi, poeta e disegnatore italiano (n. 1877)
- 13 luglio - Laureano Gómez Castro, politico colombiano (n. 1889)
- 14 luglio - Matila Ghyka, diplomatico, scrittore e matematico rumeno (n. 1881)
- 14 luglio - Adlai Stevenson II, politico e diplomatico statunitense (n. 1900)
- 14 luglio - Spencer Williams, compositore, pianista e cantante statunitense (n. 1889)
- 14 luglio - Max Woosnam, tennista e calciatore inglese (n. 1892)
- 16 luglio - Diego Andiloro, politico italiano (n. 1895)
- 16 luglio - Filippo Caracciolo, nobile, politico e antifascista italiano (n. 1903)
- 16 luglio - Henry Jolles, pianista e compositore tedesco (n. 1902)
- 16 luglio - Simon Rodia, artista italiano (n. 1879)
- 17 luglio - Dan Lewis, calciatore gallese (n. 1902)
- 18 luglio - Roberto Cinquini, montatore italiano (n. 1924)
- 18 luglio - Otozō Yamada, generale giapponese (n. 1881)
- 19 luglio - Clyde Beatty, circense e attore statunitense (n. 1903)
- 19 luglio - Ingrid Jonker, scrittrice sudafricana (n. 1933)
- 19 luglio - Syngman Rhee, politico sudcoreano (n. 1875)
- 19 luglio - Gian Carlo Testoni, paroliere e giornalista italiano (n. 1912)
- 20 luglio - Francesco Saija, politico italiano (n. 1914)
- 21 luglio - Robert Sjursen, ginnasta norvegese (n. 1891)
- 22 luglio - Leroy Ioas, religioso statunitense (n. 1896)
- 22 luglio - Amedeo Peyron, avvocato e politico italiano (n. 1903)
- 23 luglio - Ernest Gevers, schermidore belga (n. 1891)
- 24 luglio - Constance Bennett, attrice statunitense (n. 1904)
- 25 luglio - Jules Masselis, ciclista su strada belga (n. 1886)
- 25 luglio - Alcide Pirazzi Maffiola, politico e partigiano italiano (n. 1897)
- 26 luglio - Giulio Marinetti, militare italiano (n. 1877)
- 27 luglio - Roberto Bazlen, critico letterario e traduttore italiano (n. 1902)
- 27 luglio - Daniel-Rops, saggista e romanziere francese (n. 1901)
- 28 luglio - Ranpo Edogawa, scrittore e critico letterario giapponese (n. 1894)
- 28 luglio - Antonio Nardi, pittore italiano (n. 1888)
- 28 luglio - Minor Watson, attore statunitense (n. 1889)
- 29 luglio - Harvey Cohn, mezzofondista e siepista statunitense (n. 1884)
- 29 luglio - Jeanne Froment-Meurice, golfista francese (n. 1878)
- 29 luglio - Bob King, altista statunitense (n. 1906)
- 30 luglio - Hermann Hurni, calciatore e imprenditore svizzero (n. 1889)
- 30 luglio - Pier Ruggero Piccio, aviatore italiano (n. 1880)
- 30 luglio - Jun'ichirō Tanizaki, scrittore giapponese (n. 1886)
- 30 luglio - Alan Washbond, bobbista statunitense (n. 1899)
- 31 luglio - André Godard, archeologo, architetto e storico dell'arte francese (n. 1881)
- 31 luglio - James Rennie, attore canadese (n. 1890)